# Хохлов Анатолій Михайлович
Хохлов Анатолій Михайлович (8 червня 1938 — 16 січня 2025) — професор, доктор сільськогосподарських наук, академік УАН, Відмінник аграрної освіти та науки, вчений-зоотехнік, професор кафедри генетики, розведення та селекційних технологій в тваринництві Державного біотехнологічного університету.

## Біографія
Анатолій Михайлович народився в с. Високе Прохорівського району Бєлгородської області.
Протягом 1946—1955 років навчався в школах с. Високе, Гусєк-Погорелівка та Олександрівка Бєлгородської області.
Протягом 1955—1960 років студент Харківського зооветеринарного інституту.
Протягом 1960—1962 років був головним зоотехніком Бєлгородської державної племінної станції (селище Майське).
З жовтня 1962 по 1963 роки працював директором Бєлгородської державної племінної станції (селище Майське).
З березня 1963 по 1966 роки аспірант кафедри розведення і генетики тварин Харківського зооветеринарного інституту; захистив дисертацію з теми «Изучение результатов скрещивания свиней крупной белой породы и дандрас при разном уровне протеинового питания»; присуджено науковий ступінь кандидата сільськогосподарських наук.
Протягом 1966—1968 років працював асистентом кафедри розведення і генетики тварин Харківського зооветеринарного інституту.
Протягом 1968—1977 років працював доцентом кафедри розведення і генетики тварин Харківського зооветеринарного інституту.
З липня 1977 по 1980 роки працював заступником декана, декан Зооінженерного факультету Харківського зооветеринарного інституту.
З березня 1980 по 1992 роки був головою Дергачівського районного виконавчого комітету.
З квітня 1992 по 1994 роки був представником Президента України в Дергачівському районі, голова районної державної адміністрації.
З вересня 1994 по 1997 роки працював доцентом кафедри розведення і генетики сільськогосподарських тварин Харківського зооветеринарного інституту.
З березня 1997 по 1998 роки працював начальником управління сільського господарства та продовольства при Дергачівській районній державній адміністрації, за сумісництвом на 0.25 ставки посади доцента розведення і генетики сільськогосподарських тварин Харківського зооветеринарного інституту.
Протягом 1998—2008 років працював доцентом кафедри розведення і генетики сільськогосподарських тварин, потім розведення тварин, генетики та біотехнології, потім генетики, селекції та біотехнології Харківського зооветеринарного інституту.
Протягом 2001—2014 років працював проректором з виховної роботи, потім керівником «Центру культури та виховання» Харківської державної зооветеринарної академії.
У серпні 2001 року рішенням Вченої ради Харківського зооветеринарного інституту присвоєно звання професора кафедри розведення сільськогосподарських тварин і генетики.
У вересні 2007 року рішенням ВАК Міністерства освіти і науки РФ присуджено науковий ступінь доктора сільськогосподарських наук.
У 2008 році переведено на посаду професора кафедри генетики, селекції та біотехнології.
У квітні 2009 року рішенням ВАК України присуджено науковий ступінь доктора сільськогосподарських наук.
У 2012 році працював завідувачем кафедри генетики, розведення та селекції.
У 2013 році працював завідувачем кафедри прикладної біології, водних біоресурсів і мисливського господарства ім. професора О. С. Тертишного.
З 2014 року Анатолій Михайлович працював завідувачем кафедри генетики, розведення та селекційних технологій.
У 2016 році був обраний дійсним членом Української академії наук.
З 2021 року по теперішній час професор кафедри генетики, розведення  та селекційних технологій у тваринництві Державного біотехнологічного університету.
16 січня 2025 року пішов із життя

## Праці
Анатолій Михайлович автор більше ніж 820 наукових праць, в тому числі  підручників, посібників, монографій - 37, отримано 4 патента і 2 свідоцтва.

## Відзнаки та нагороди
- орден «Знак пошани» (1986);
- медаль «Ветеран праці» (1986);
- «Відмінник аграрної освіти і науки ІІІ ступеня» (2003);
- диплом почесного громадянина  Дергачівського району (2004);
- Дипломант ІХ  обласного конкурсу «Вища школа Харківщини - Кращі імена» (2007);
- Дипломант обласного конкурсу «Вища школа  Харківщини - Кращі імена» (2008);
- орден «Знак пошани» (2008);
- «Відмінник аграрної освіти і науки ІІ  ступеня» (2008);
- «Відмінник аграрної освіти і науки V ступеня» (2008);
- «Відмінник аграрної освіти і науки І ступеня» (2011);
- Відзнака «25 років Незалежності України» (2016);
- почесна грамота Всеукраїнської громадянської організації Українського товариства генетиків і селекціонерів ім. М. І. Вавилова (2017);
- почесна грамота Міністерства освіти та науки України в зв'язку з 100-річчям технологічного факультету ХДЗВА ;
- пам'ятний орден «Незалежна Україна» присвячений 30 річчю  Незалежності України.